# 3号航站楼站

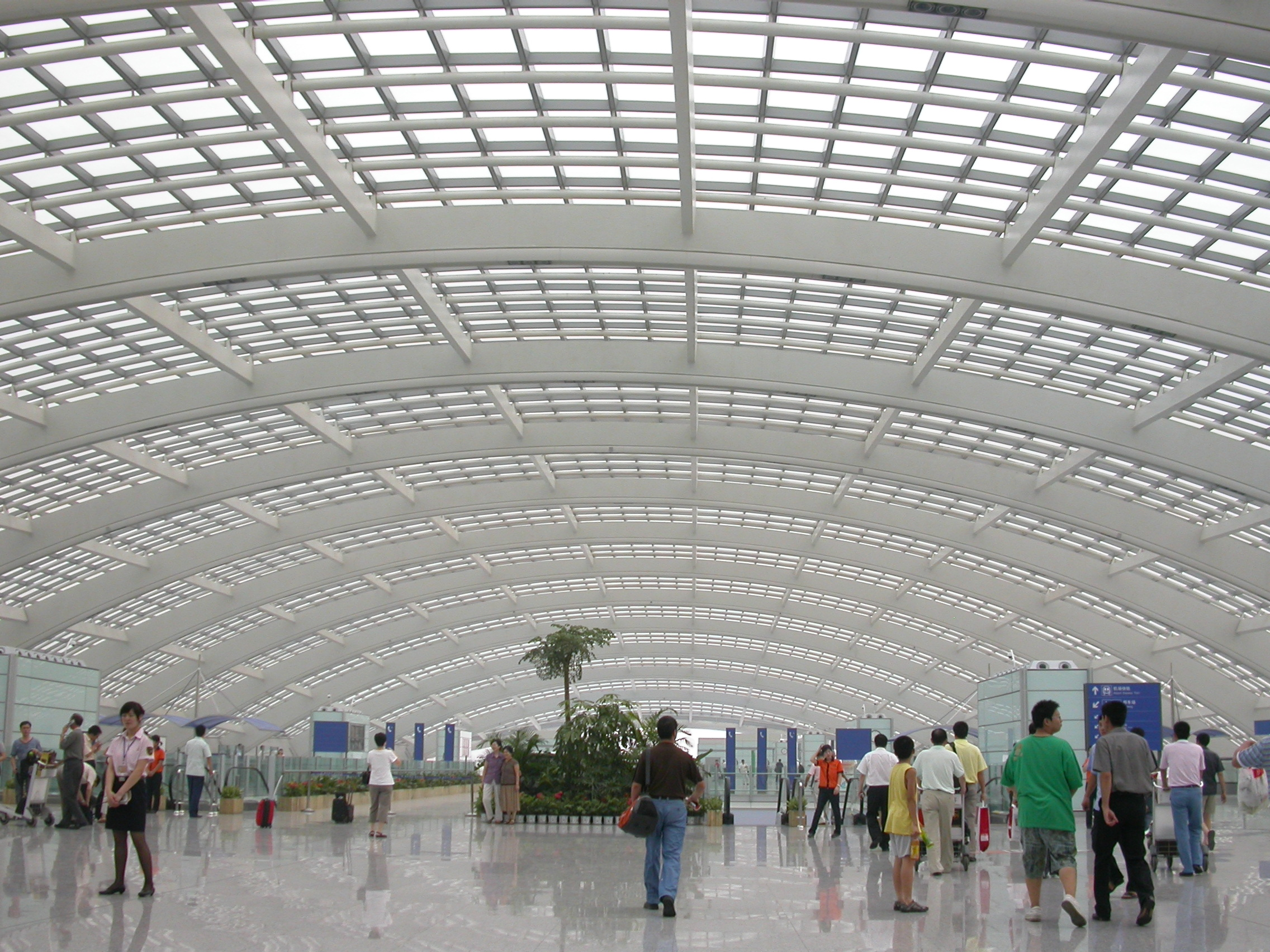
T3C楼前交通枢纽GTC内（2008年7月摄）

3号航站楼站是一个位于中国北京市顺义区天竺地区北京首都国际机场3号航站楼外，属于北京地铁首都机场线的地铁车站，2008年7月19日随着首都机场线通车投入运营。

## 位置

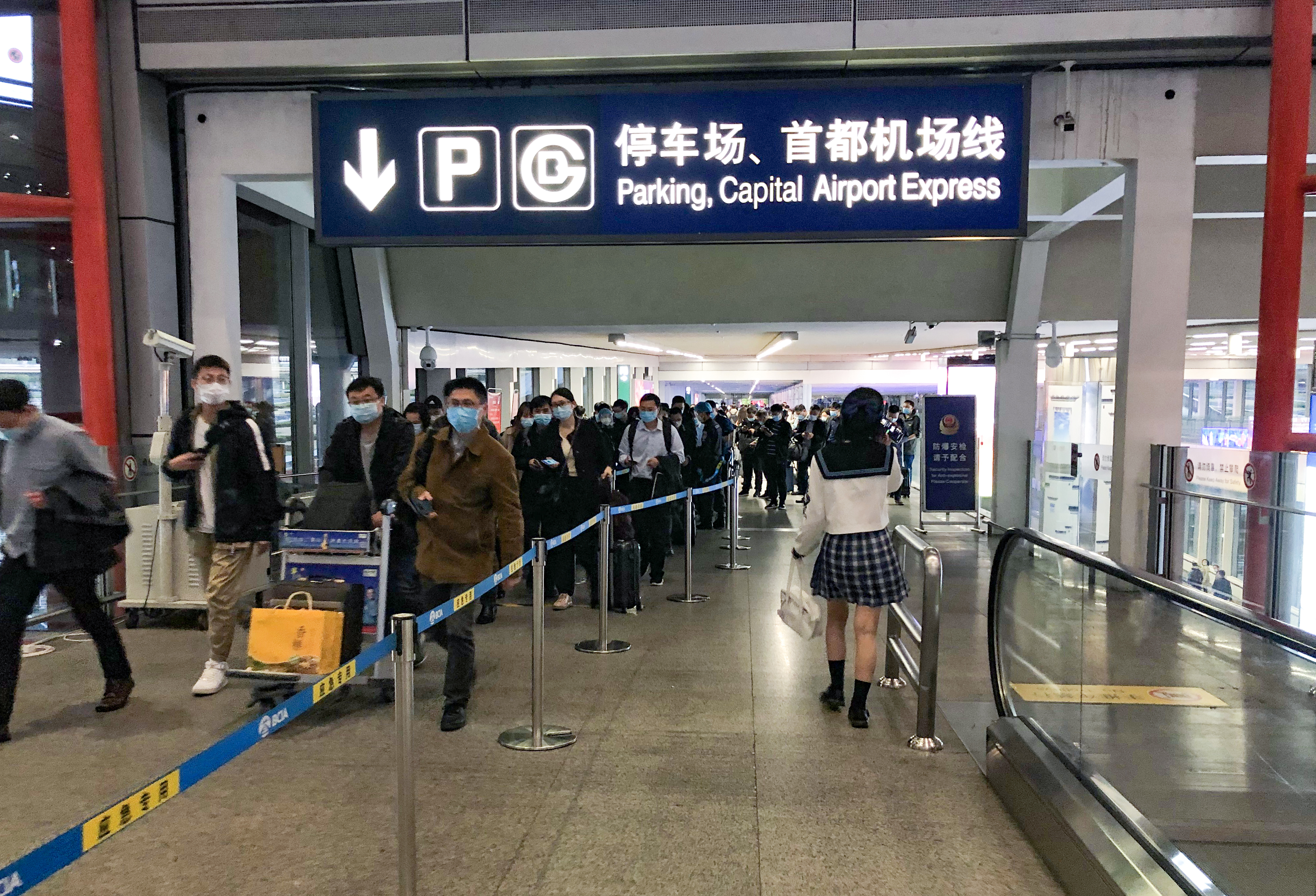
3号航站楼出发层的地铁入口（2020年10月摄）

3号航站楼站在3号航站楼的T3C楼前交通枢纽GTC内第二层。

## 車站構造
3号航站楼站为港湾式站台，设计为两个岛式站台三条轨道，两个岛式站台之间共有一条轨道。目前首都机场线只利用两个岛式站台之间的中部共用轨道，实现站台一侧上车、另一侧下车，上车侧岛式站台保留外侧轨道作备用站台，下车侧岛式站台轨道区被填平用于站厅，变成侧式站台，在站前区间能看到双岛式站台的雏形。
由于首都机场线站体屋顶为一整面玻璃天幕，且自车站启用以来长达14年未在站台配备空调系统，本站因站台“冬冷夏热”饱受诟病，在玻璃天幕外侧张贴防热膜亦收效甚微。2022年6月下旬，首都机场线上客站台增设的空调候车室启用，两座候车室的总占地面积276平方米。
| 地上二层 | 站厅                          | 客务中心、自动售票机，去往3号航站楼、停车楼 |
| 地上二层 | 侧式站台，僅供下車使用        |                                             |
| 地上二层 | 首都机场线往市区（2号航站楼） |                                             |
| 地上二层 | 島式站台，僅供上車使用        |                                             |
| 地上二层 | 备用站台                      |                                             |
| 地面     | 缓冲层                        | 东航站区派出所、出口往机场巴士站            |

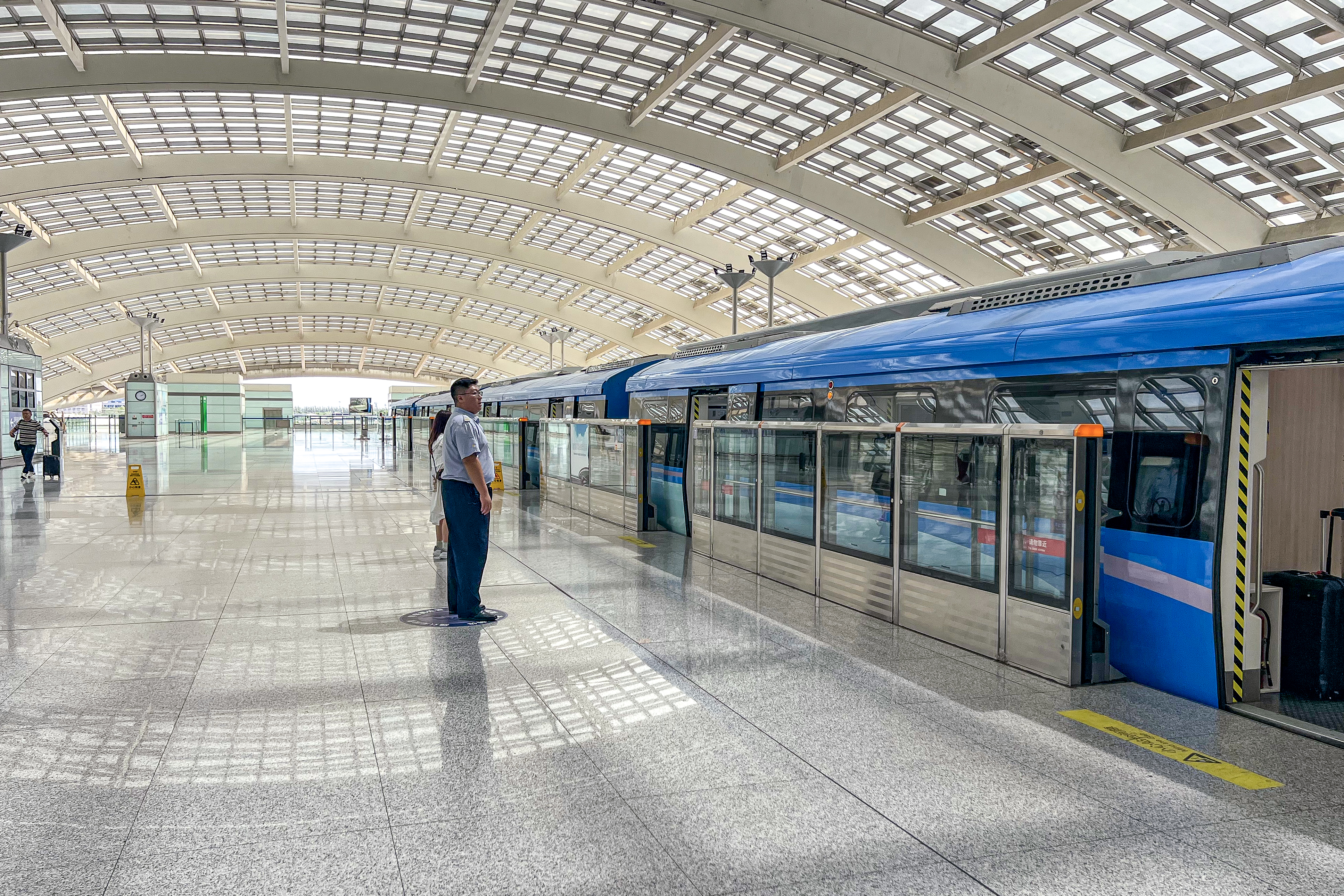
供乘客下车的一侧站台（2025年6月摄）
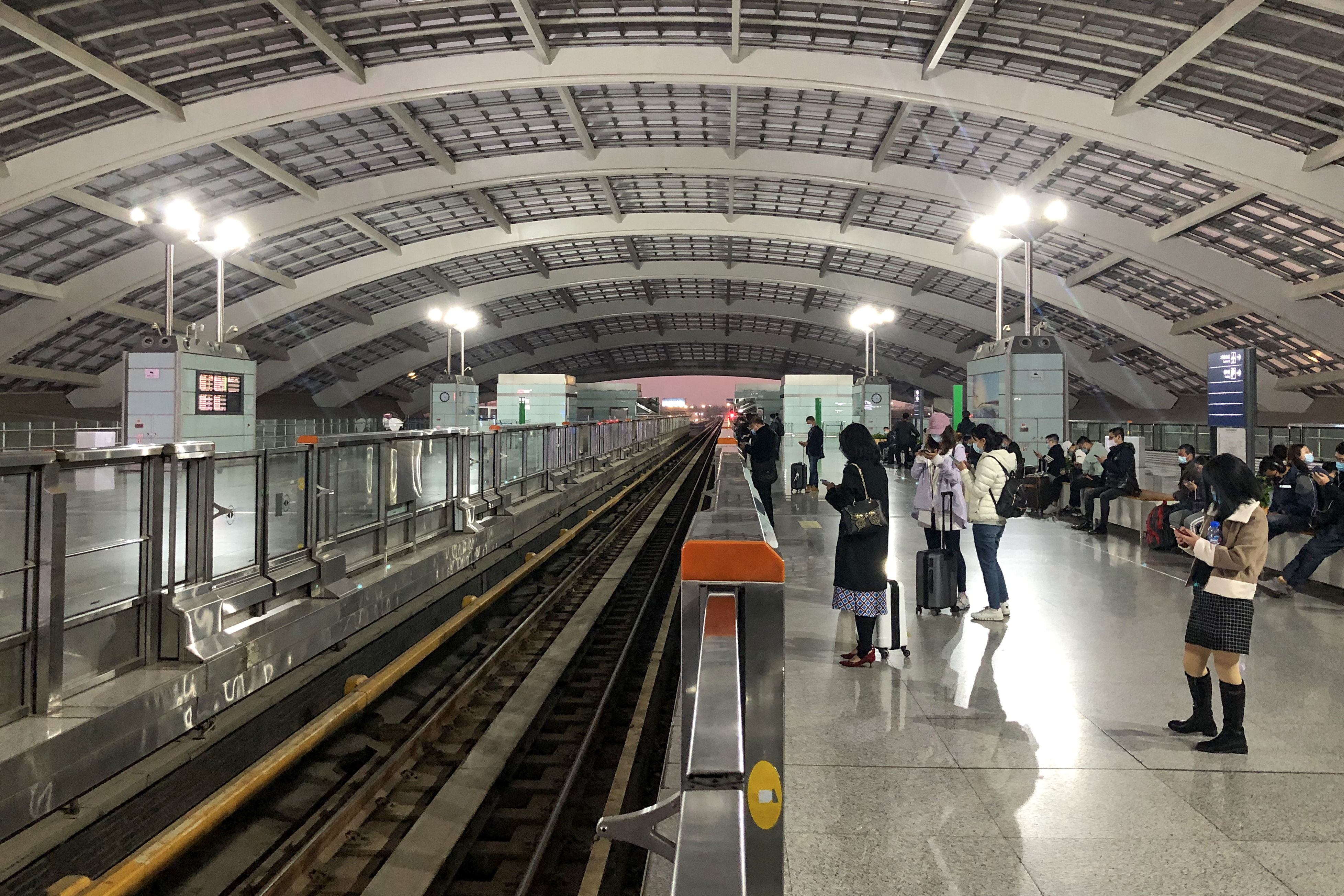
西班牙式站台布局（2020年11月摄）
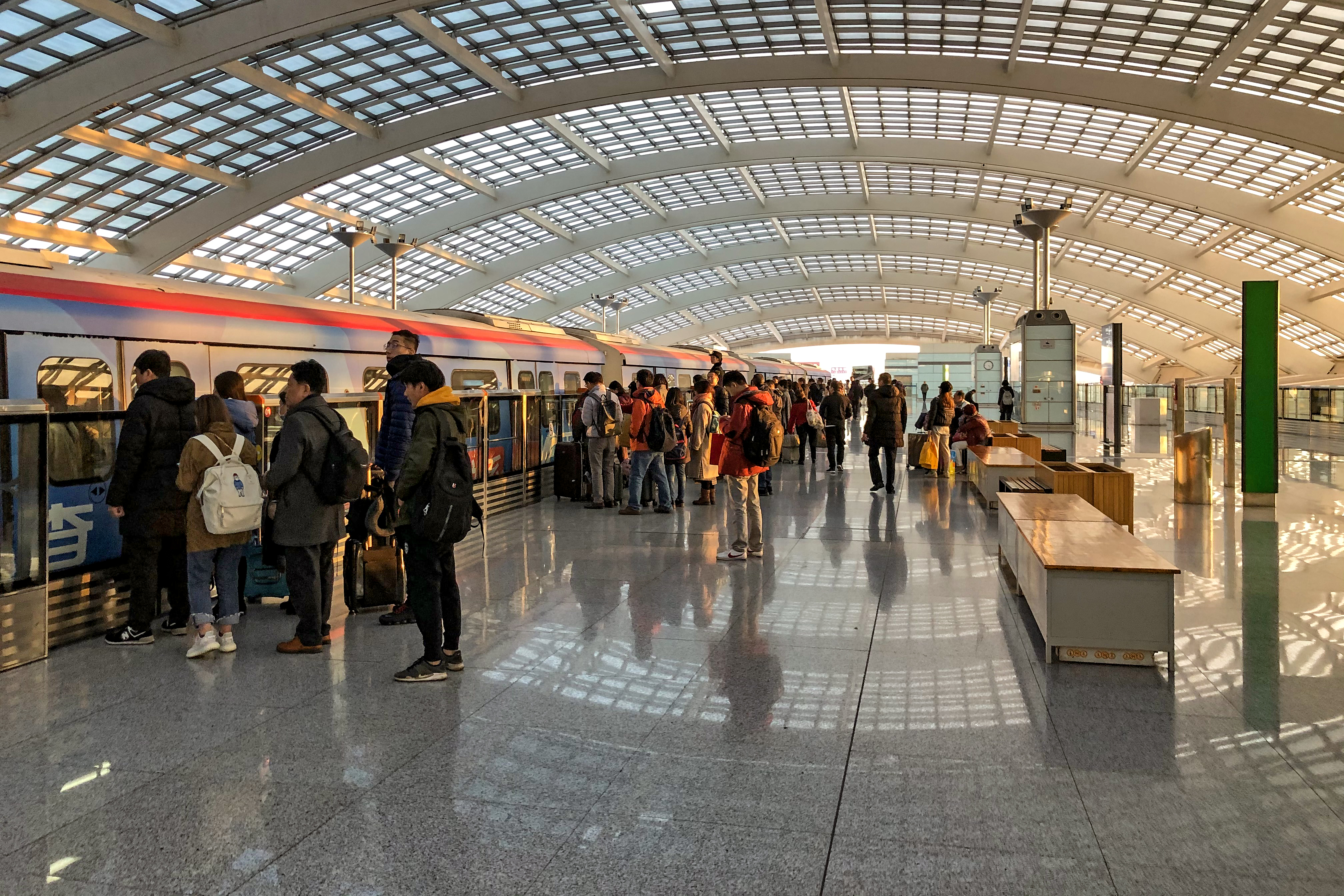
供乘客候车/上车的一侧站台（2019年11月摄）
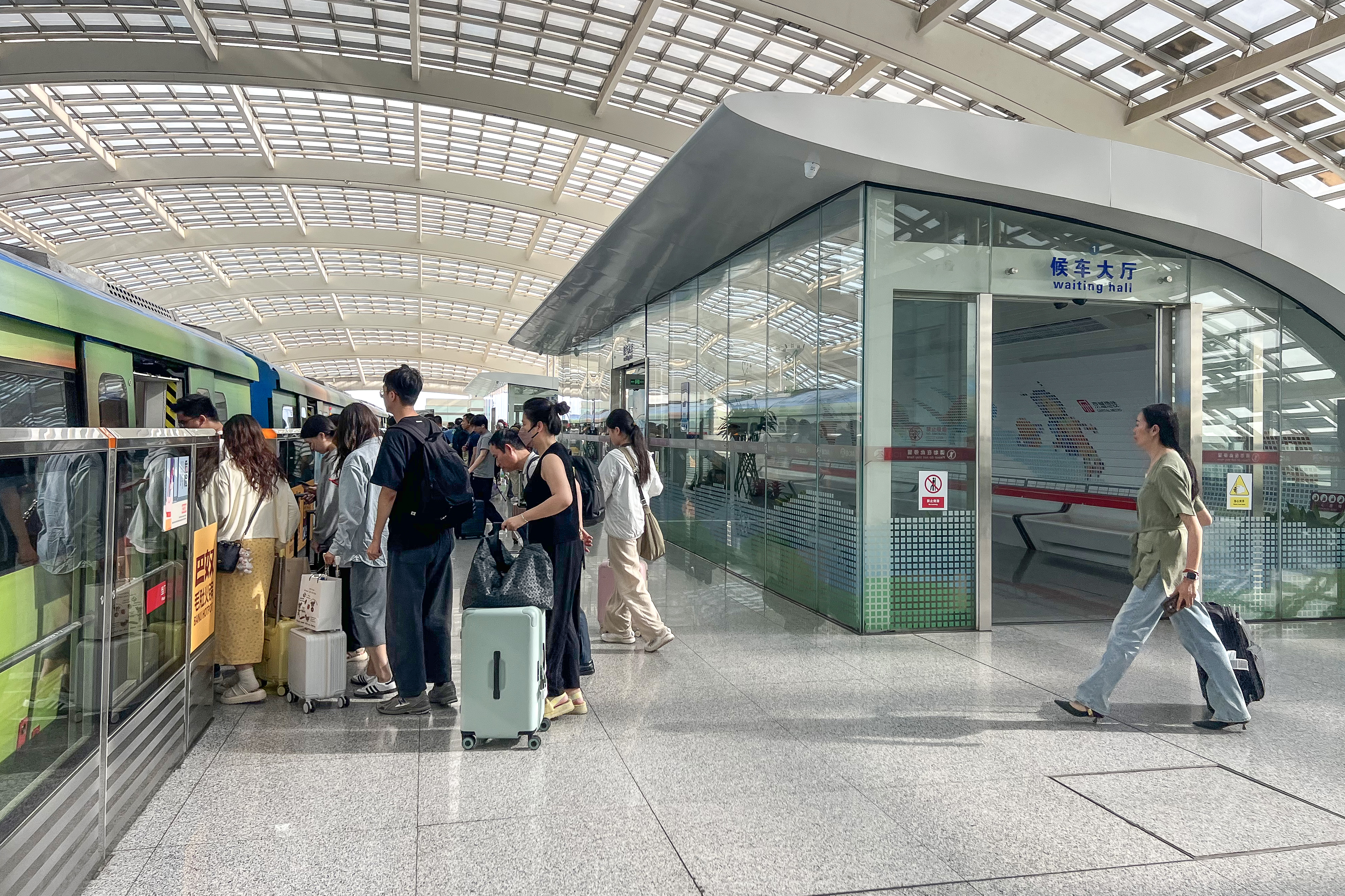
加装空调候车室后的上车站台（2025年6月摄）
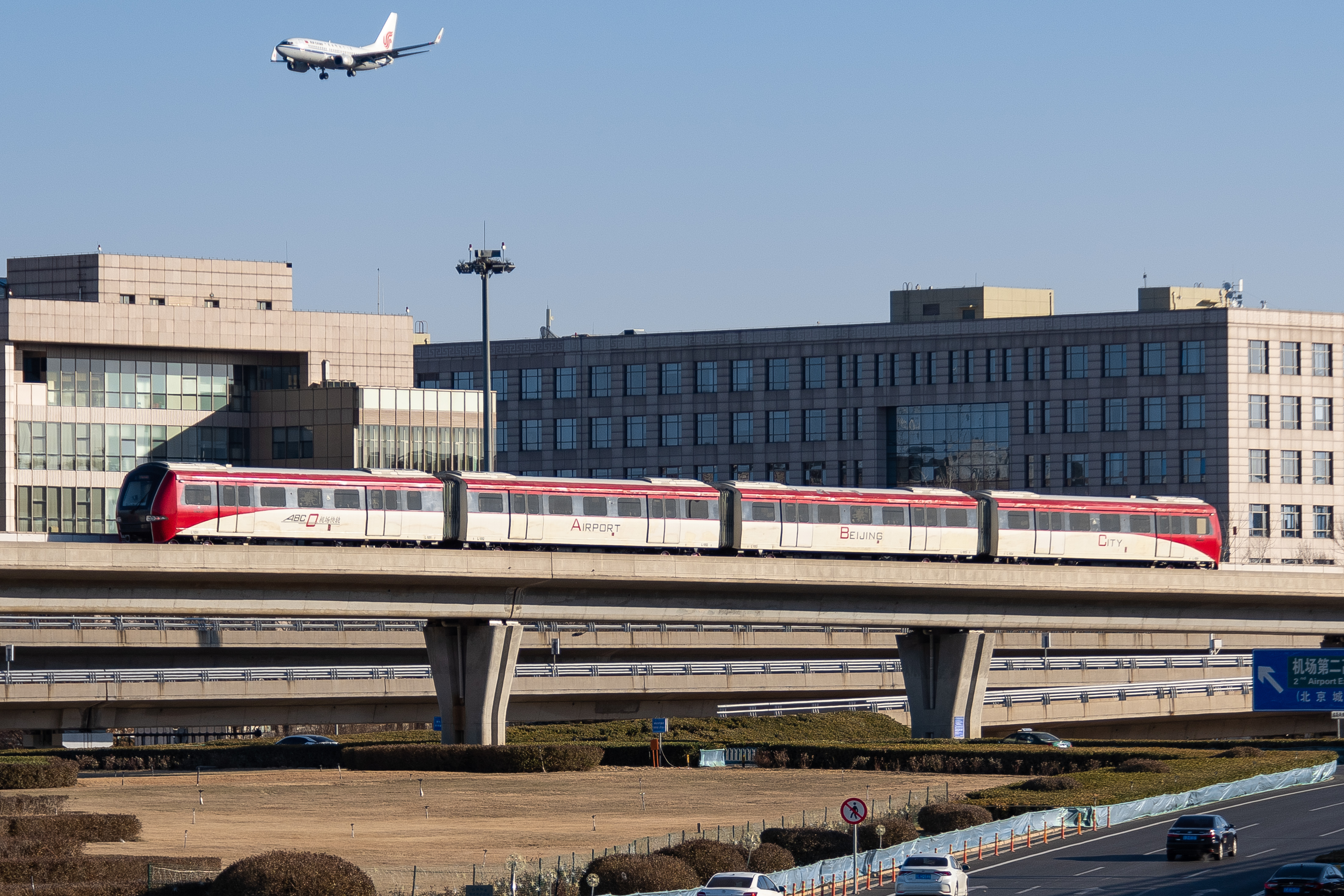
列车驶出3号航站楼站（2021年1月摄）
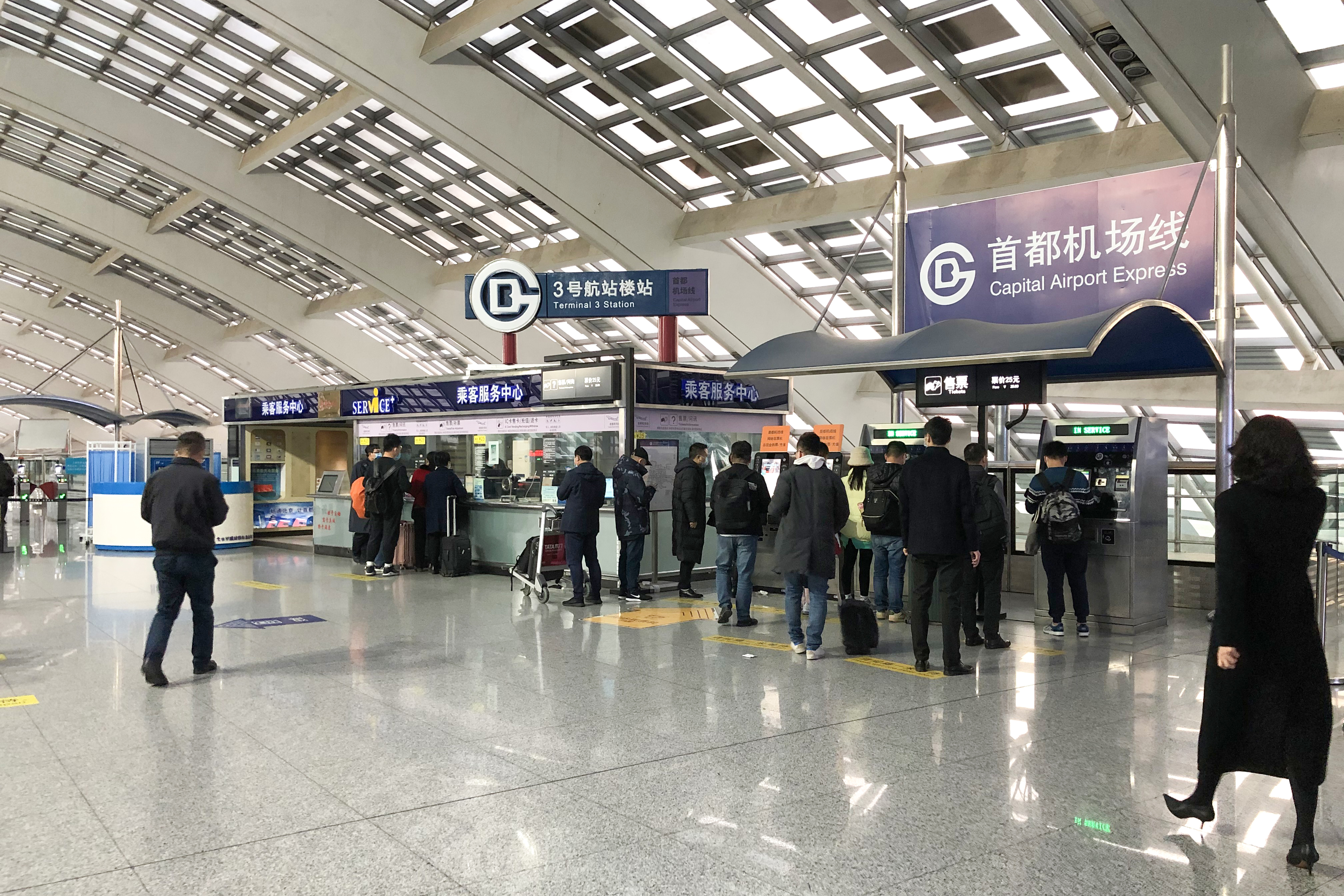
票務大堂（2020年11月摄）

## 运营
列车从三元桥站方向驶来，进入3号航站楼站停车上下客后，车头车尾互换，反向驶出站，驶向2号航站楼站。上行至市区可换乘北京地铁10号线（三元桥站）、2号线、13号线（东直门站）及5号线（北新桥站）。
乘坐首都机场线列车单程票价为25元/人，可使用北京市政交通一卡通付费，站内亦可进行一卡通充值以及退卡。因与北京地铁其他线路票制不同，乘客换乘需再入闸缴费。

## 未来发展
20号线（R4线）一期北段计划在3号航站楼设置地下站，并与首都机场线和同期规划的S6线实现三线换乘。由于新建线路线位与航站楼前既有桥梁基础桩位冲突，本站改造工程需对航站楼前高架桥的桥梁基础实施托换改造。
2025年5月9日，涉及本站（含R4线、S6线）施工以及3号航站楼GTC原建筑局部结构单元拆除复建及周边单元加固改造的R4线一期北段工程土建施工03合同段施工招标资格预审公告发布。此外，R4线一期北段工程土建施工10合同段将为S6线代建本站西侧区间和本站东侧区间。